# Polen op de Olympische Zomerspelen 2012
Polen nam deel aan de Olympische Zomerspelen 2012 in Londen, Verenigd Koninkrijk.

## Medailleoverzicht
| Sport         | Olympiër                            | Onderdeel                | Medaille |
| ------------- | ----------------------------------- | ------------------------ | -------- |
| Atletiek      | Tomasz Majewski                     | kogelstoten (m)          | Goud     |
| Atletiek      | Anita Włodarczyk                    | kogelslingeren (v)       | Goud     |
| Gewichtheffen | Adrian Zieliński                    | -85kg (m)                | Goud     |
| Gewichtheffen | Bartłomiej Bonk                     | -105kg (m)               | Zilver   |
| Schietsport   | Sylwia Bogacka                      | 10m luchtgeweer (v)      | Zilver   |
| Gewichtheffen | Tomasz Zieliński                    | -94kg (m)                | Brons    |
| Kanovaren     | Beata Mikołajczyk Karolina Naja     | K-2 500m (v)             | Brons    |
| Roeien        | Magdalena Fularczyk Julia Michalska | dubbel-twee (v)          | Brons    |
| Worstelen     | Damian Janikowski                   | -84kg Grieks-Romeins (m) | Brons    |
| Zeilen        | Przemysław Miarczyński              | RS:X (m)                 | Brons    |
| Zeilen        | Zofia Noceti-Klepacka               | RS:X (v)                 | Brons    |

## Deelnemers en resultaten
(m) = mannen, (v) = vrouwen
Het overzicht van de deelnemers en hun resultaten volgt.

### Atletiek
| Olympiër                                                                                           | Onderdeel                | Resultaat | Prestatie |
| -------------------------------------------------------------------------------------------------- | ------------------------ | --------- | --- |
| Dariusz Kuć                                                                                        | 100m (m)                 | 27e       | serie 2: 4de in 10,24 |
| Kamil Kryński                                                                                      | 200m (m)                 | 20e       | serie 5: 3de in 20,66 halve finale 2: 6de in 20,83                                                                                       |
| Marcin Marciniszyn                                                                                 | 400m (m)                 | 33e       | serie 7: 6de in 46,35 |
| Adam Kszczot                                                                                       | 800m (m)                 | 12e       | serie 4: 3de in 1.45,99 halve finale 1: 3de in 1.45,34                                                                                   |
| Marcin Lewandowski                                                                                 | 800m (m)                 | 9e        | serie 1: 5de in 1.47,64 halve finale 2: 4de in 1.45,08                                                                                   |
| Artur Noga                                                                                         | 110m horden (m)          | DNF       | serie 6: niet gefinisht |
| Łukasz Parszczyński                                                                                | 3000m steeplechase (m)   | 24e       | serie 3: 9de in 8.30,08 |
| Jakub Adamski Kamil Kryński Robert Kubaczyk Dariusz Kuć Kamil Masztak Artur Zaczek                 | 4x100m (m)               | 7e        | serie 2: 6de in 38,31 (NR) |
| Kamil Budziejewski Patryk Dobek Kacper Kozłowski Marcin Marciniszyn Michał Pietrzak Piotr Wiaderek | 4x400m (m)               | 9e        | serie 1: 5de in 3.02,86 |
| Henryk Szost                                                                                       | marathon (m)             | 9e        | 2:12.28 |
| Rafał Augustyn                                                                                     | 20km snelwandelen (m)    | 29e       | 1:23.17 |
| Grzegorz Sudoł                                                                                     | 20km snelwandelen (m)    | 24e       | 1:22.40 |
| Dawid Tomala                                                                                       | 20km snelwandelen (m)    | 19e       | 1:21.55 |
| Rafał Fedaczyński                                                                                  | 50km snelwandelen (m)    | DNF       | niet gefinisht |
| Łukasz Nowak                                                                                       | 50km snelwandelen (m)    | 6e        | 3:42.47 |
| Rafał Sikora                                                                                       | 50km snelwandelen (m)    | 15e       | 3:47.47 |
| Łukasz Michalski                                                                                   | polsstokhoogspringen (m) | 10e       | kwalificatie groep A: 4de met 5,60m finale: 10de met 5,50m                                                                               |
| Paweł Wojciechowski                                                                                | polsstokhoogspringen (m) | DNF       | kwalificatie groep B: geen geldige sprong                                                                                                |
| Tomasz Majewski                                                                                    | kogelstoten (m)          | Goud      | kwalificatie groep A: 2de met 21,03m finale: 1ste met 21,89m                                                                             |
| Przemysław Czajkowski                                                                              | discuswerpen (m)         | 22e       | kwalificatie groep B: 13de met 61,08m |
| Piotr Małachowski                                                                                  | discuswerpen (m)         | 5e        | kwalificatie groep A: 3de met 64,65m finale: 5de met 67,19m                                                                              |
| Robert Urbanek                                                                                     | discuswerpen (m)         | 32e       | kwalificatie groep A: 15de met 59,56m |
| Igor Janik                                                                                         | speerwerpen (m)          | 19e       | kwalificatie groep A: 11de met 78,90m |
| Bartosz Osewski                                                                                    | speerwerpen (m)          | 42e       | kwalificatie groep B: 19de met 71,19m |
| Paweł Rakoczy                                                                                      | speerwerpen (m)          | 28e       | kwalificatie groep A: 15de met 77,36m |
| Paweł Fajdek                                                                                       | kogelslingeren (m)       | DNF       | kwalificatie groep B: geen geldige worp                                                                                                  |
| Szymon Ziółkowski                                                                                  | kogelslingeren (m)       | 6e        | kwalificatie groep A: 5de met 76,22m finale: 6de met 77,10m                                                                              |
| |                          |           | |
| Marta Jeschke                                                                                      | 100m (v)                 | 35e       | serie 2: 6de in 11,42 |
| Anna Kiełbasińska                                                                                  | 200m (v)                 | 41e       | serie 1: 7de in 23,67 |
| Renata Pliś                                                                                        | 1500m (v)                | 37e       | serie 2: 11de in 4.19,62 |
| Anna Jesień                                                                                        | 400m horden (v)          | 21e       | serie 2: 33de in 55,44 halve finale 2: 7de in 56,28                                                                                      |
| Katarzyna Kowalska                                                                                 | 3000m steeplechase (v)   | 27e       | serie 2: 10de in 9.48,60 |
| Matylda Szlęzak                                                                                    | 3000m steeplechase (v)   | 37e       | serie 3: 13de in 10.08,84 |
| Marta Jeschke Anna Kiełbasińska Daria Korczyńska Martyna Opoń Marika Popowicz Ewelina Ptak         | 4x100m (v)               | 9e        | serie 2: 4de in 43,07 |
| Iga Baumgart Agata Bednarek Magdalena Gorzkowska Anna Jesień Justyna Święty Patrycja Wyciszkiewicz | 4x400m (v)               | 11e       | serie 2: 4de in 3.30,15 |
| Karolina Jarzyńska                                                                                 | marathon (v)             | 36e       | 2:30.57 |
| Paulina Buziak                                                                                     | 20km snelwandelen (v)    | 45e       | 1:35.23 |
| Agnieszka Dygacz                                                                                   | 20km snelwandelen (v)    | 23e       | 1:31.28 |
| Agnieszka Szwarnóg                                                                                 | 20km snelwandelen (v)    | 22e       | 1:31.14 |
| Monika Pyrek                                                                                       | polsstokhoogspringen (v) | 10e       | kwalificatie groep A: 8ste met 4,40m |
| Anna Rogowska                                                                                      | polsstokhoogspringen (v) | DNF       | kwalificatie groep B: 2de met 4,55m finale: geen geldige poging                                                                          |
| Żaneta Glanc                                                                                       | discuswerpen (v)         | 24e       | kwalificatie groep A: 11de met 59,88m |
| Joanna Fiodorow                                                                                    | kogelslingeren (v)       | 7e        | kwalificatie groep B: 5de met 70,48m finale: 7de met 72,37m                                                                              |
| Anita Włodarczyk                                                                                   | kogelslingeren (v)       | Goud      | kwalificatie groep A: 1ste met 75,68m finale: 1ste met 77,60m                                                                            |
| Karolina Tymińska                                                                                  | zevenkamp (v)            | DNF       | 100m horden: 6de in 13,22 hoogspringen: 34ste met 1,68m kogelstoten: 15de met 14,74m 200m: 6de in 23,71 verspringen: geen geldige poging |

### Badminton
| Olympiër                        | Onderdeel      | Resultaat | Prestatie |
| ------------------------------- | -------------- | --------- | --- |
| Przemysław Wacha                | enkelspel (m)  | 17e       | groep L: 2de V van CHN Chen: 0-2 (15-21, 8-21) |
| Adam Cwalina Michał Łogosz*     | dubbelspel (m) | 13e       | groep B: 4de V van THA Isara/Jongjit: 0-2 (0-21, 0-21) V van INA Ahsan/Septano: 0-2 (0-21, 20-21) V van KOR Ko/Yoo: 1-2 (21-17, 7-21, 13-21)                                                              |
|                                 |                |           | |
| Kamila Augustyn                 | enkelspel (v)  | 33e       | groep G: 3de V van DEN Baun: 0-2(11-21, 6-21) V van RUS Prokopenko: 0-2 (16-21, 17-21) |
|                                 |                |           | |
| Robert Mateusiak Nadieżda Zięba | dubbelspel (g) | 5e        | groep B: 2de W van CAN Ng/Gao: 2-0 (21-13, 21-16) V van DEN Pedersen/Nielsen: 1-2 (9-21, 21-14, 17-21) W van JPN Ikeda/Shiota: 2-0 (21-18, 22-20) kwartfinale: V van CHN Xu/Ma: 1-2 (21-19, 16-21, 21-23) |

Het duo in het mannen dubbelspel gaf op na hun eerste wedstrijd. De andere wedstrijden eindigden dan op 0-21, 0-21

### Boksen
| Olympiër            | Onderdeel | Resultaat | Prestatie                        |
| ------------------- | --------- | --------- | -------------------------------- |
| Karolina Michalczuk | -51kg (v) | 9e        | 1ste ronde: V van IND Kom: 14-19 |

### Boogschieten
| Olympiër          | Onderdeel       | Resultaat | Prestatie |
| ----------------- | --------------- | --------- | --- |
| Rafał Dobrowolski | individueel (m) | 9e        | plaatsingsronde: 14de met 672 punten 1ste ronde: W van BRA Xavier: 7-3 2de ronde: W van IND Banerjee: 7-3 3de ronde: V van KOR Oh: 0-6 |
|                   |                 |           | |
| Natalia Leśniak   | individueel (v) | 33e       | plaatsingsronde: 38ste met 639 punten 1ste ronde: V van CHN Xu: 2-6                                                                    |

### Gewichtheffen
| Krzysztof Zwarycz     | -77kg (m)   | 7e     | trekken: 7de met 150kg stoten: 7de met 182kg totaal: 332kg  |  |  |
| Adrian Zieliński      | -85kg (m)   | Goud   | trekken: 2de met 174kg stoten: 1ste met 211kg totaal: 385kg |  |  |
| Arsen Kasabijew       | -94kg (m)   | DNF    | trekken: 11de met 170kg stoten: geen geldige poging         |  |  |
| Tomasz Zieliński      | -94kg (m)   | 9e     | trekken: 3de met 175kg stoten: 2de met 210kg totaal: 385kg  |  |  |
| Bartłomiej Bonk       | -105 kg (m) | Zilver | trekken: 1ste met 190kg stoten: 2de met 220kg totaal: 410kg |  |  |
| Marcin Dołęga         | -105 kg (m) | DNF    | trekken: geen geldige poging                                |  |  |
|                       |             |        |                                                             |  |  |
| Joanna Łochowska      | -53 kg (v)  | 11e    | trekken: 9de met 84kg stoten: 10de met 107kg totaal: 191kg  |  |  |
| Aleksandra Klejnowska | -53 kg (v)  | 5e     | trekken: 10de met 84kg stoten: 4de met 112kg totaal: 196kg  |  |  |
| Ewa Mizdal            | -75kg (v)   | 4e     | trekken: 4de met 104kg stoten: 5de met 127kg totaal: 231kg  |  |  |

### Gymnastiek
| Olympiër            | Onderdeel                | Resultaat | Prestatie |
| Ritmisch            | Ritmisch                 | Ritmisch  | Ritmisch |
| ------------------- | ------------------------ | --------- | --- |
| Joanna Mitrosz      | individueel (v)          | 9e        | kwalificatie: 8ste hoepel: 9de met 27,425 punten bal: 8ste met 27,250 punten knotsen: 6de met 27,625 punten lint: 7de met 27,450 punten totaal: 109,750 punten finale: 9de hoepel: 7de met 27,475 punten bal: 6de met 27,150 punten knotsen: 8ste met 26,850 punten lint: 8ste met 27,425 punten totaal: 108,900 punten |
| Turnen              |                          |           | |
| Roman Kulesza       | individuele meerkamp (m) | 9e        | kwalificatie: 28ste vloer: 32ste met 13,933 punten sprong: 35ste met 14,900 punten brug: 16de met 14,700 punten rekstok: 14de met 14,733 punten ringen: 37ste met 13,466 punten paard voltige: 31ste met 12,966 punten totaal: 84,698 punten finale: 24ste vloer: 21ste met 13,866 punten sprong: 24ste met 14,400 punten brug: 11de met 15,100 punten rekstok: 22ste met 13,933 punten ringen: 24ste met 13,866 punten paard voltige: 22ste met 13,000 punten totaal: 84,165 punten |
|                     |                          |           | |
| Marta Pihan-Kulesza | individuele meerkamp (v) | 9e        | kwalificatie: 26ste vloer: 6de met 14,333 punten sprong: 29ste met 13,833 punten brug: 20ste met 14,033 punten balk: 45ste met 12,166 punten totaal: 54,365 punten finale: 19de vloer: 7de met 14,266 punten sprong: 21ste met 13,933 punten brug: 9de met 14,333 punten balk: 23ste met 12,933 punten totaal: 55,465 punten |

### Judo
| Olympiër           | Onderdeel  | Resultaat | Prestatie |
| ------------------ | ---------- | --------- | --- |
| Paweł Zagrodnik    | -66kg (m)  | 5e        | 1ste ronde: vrij 2de ronde: W van BRA Cunha: yuko 3de ronde: W van ARM Nazaryan: waza-ari kwartfinale: V van HUN Ungvári: yuko herkansingen: W van AZE Karimov: yuko bronzen finale: V van JPN Ebinuma: waza-ari |
| Tomasz Adamiec     | -73kg (m)  | 16e       | 1ste ronde: vrij 2de ronde: V van FRA Legrand: yuko |
| Janusz Wojnarowicz | +100kg (m) | 17e       | 1ste ronde: vrij 2de ronde: V van FRA Riner: yuko |
|                    |            |           | |
| Katarzyna Kłys     | -70kg (v)  | 17e       | 1ste ronde: V van CHN Chen: ippon |
| Daria Pogorzelec   | -78kg (m)  | 7e        | 1ste ronde: W van SLO Velenšek: koka 2de ronde: W van GER Wollert: yuko kwartfinale: V van BRA Aguiar: yuko herkansingen: V van HUN Joó: ippon                                                                   |
| Urszula Sadkowska  | +78kg (v)  | 9e        | 1ste ronde: vrij 2de ronde: V van CHN Tong: waza-ari |

### Kanovaren
| Olympiër                                                            | Onderdeel     | Resultaat | Prestatie |
| Slalom                                                              | Slalom        | Slalom    | Slalom |
| ------------------------------------------------------------------- | ------------- | --------- | --- |
| Grzegorz Kiljanek                                                   | C-1 (m)       | 9e        | voorronde: 8ste run 1: 11de in 101,03 run 2: 5de in 93,50 halve finale: 9de in 106,14                        |
| Marcin Pochwała Piotr Szczepański                                   | C-2 (m)       | 5e        | voorronde: 5de run 1: 7de in 105,58 run 2: 3de in 101,00 halve finale: 4de in 109,81 finale: 5de in 110,51   |
| Mateusz Polaczyk                                                    | K-1 (m)       | 4e        | voorronde: 7de run 1: 4de in 88,51 run 2: 7de in 88,60 halve finale: 2de in 96,36 finale: 4de in 96,14       |
|                                                                     |               |           | |
| Natalia Pacierpnik                                                  | K-1 (v)       | 7e        | voorronde: 9de run 1: 11de in 110,58 run 2: 7de in 102,38 halve finale: 1ste in 107,79 finale: 7de in 115,80 |
| Sprint                                                              |               |           | |
| Piotr Kuleta                                                        | C-1 200m (m)  | 20e       | serie 2: 5de in 44,645 halve finale 1: 6de in 45,348                                                         |
| Piotr Kuleta                                                        | C-1 1000m (m) | 9e        | serie 2: 5de in 4.04,889 halve finale 1: 5de in 3.53,802 finale B: 1ste in 3.54,414                          |
| Marcin Grzybowski Tomasz Kaczor                                     | C-2 1000m (m) | 9e        | serie 1: 5de in 3.38,759 halve finale 1: 4de in 3.37,695 finale B: 1ste in 3.37,692                          |
| Piotr Siemionowski                                                  | K-1 200m (m)  | 14e       | serie 1: 2de in 35,990 halve finale 2: 6de in 36,507 finale B: 6de in 38,585                                 |
|                                                                     |               |           | |
| Marta Walczykiewicz                                                 | K-1 200m (v)  | 5e        | serie 2: 2de in 42,290 halve finale 3: 2de in 40,905 finale: 5de in 45,500                                   |
| Aneta Konieczna                                                     | K-1 500m (v)  | 10e       | serie 3: 3de in 1.52,069 halve finale 1: 4de in 1.52,193 finale B: 2de in 1.53,356                           |
| Beata Mikołajczyk Karolina Naja                                     | K-2 500m (v)  | Brons     | serie 3: 5de in 1.48,271 halve finale 1: 3de in 1.41,873 finale: 3de in 1.44,000                             |
| Aneta Konieczna Beata Mikołajczyk Karolina Naja Marta Walczykiewicz | K-4 500m (v)  | 4e        | serie 2: 5de in 1.35,843 halve finale: 1ste in 1.30,338 finale: 4de in 1.31,607                              |

### Moderne vijfkamp
| Olympiër           | Onderdeel | Resultaat | Prestatie |
| ------------------ | --------- | --------- | --- |
| Szymon Staśkiewicz | mannen    | 24e       | schermen: 29ste met 14 overwinningen zwemmen: 32ste in 2.11,54 paardensport: 4de met 20 strafpunten schietsport/atletiek: 18de in 10.56,31 totaal: 5516 punten  |
|                    |           |           | |
| Sylwia Gawlikowska | vrouwen   | 13e       | schermen: 19de met 17 overwinningen zwemmen: 13de in 2.17,35 paardensport: 10de met 52 strafpunten schietsport/atletiek: 14de in 12.15,27 totaal: 5168 punten   |
| Katarzyna Wójcik   | vrouwen   | 19e       | schermen: 22ste met 16 overwinningen zwemmen: 24ste in 2.20,94 paardensport: 14de met 60 strafpunten schietsport/atletiek: 16de in 12.17,69 totaal: 5088 punten |

### Paardensport
| Olympiër                                            | Onderdeel   | Resultaat | Prestatie |
| Dressuur                                            | Dressuur    | Dressuur  | Dressuur |
| --------------------------------------------------- | ----------- | --------- | --- |
| Katarzyna Milczarek                                 | individueel | 38e       | Grand Prix: 38ste met 69,286%                                                                                 |
| Michał Rapcewicz                                    | individueel | 45e       | Grand Prix: 45ste met 66,915%                                                                                 |
| Beata Stremler                                      | individueel | 36e       | Grand Prix: 36ste met 69,422%                                                                                 |
| Katarzyna Milczarek Michał Rapcewicz Beata Stremler | team        | 8e        | Grand Prix: 8ste met 68,541%                                                                                  |
| Eventing                                            |             |           | |
| Paweł Spisak                                        | individueel | DNF       | dressuur: 51ste met 54,80 strafpunten cross-country: 41ste met 22,40 strafpunten springconcours: niet gestart |

### Roeien
| Olympiër | Onderdeel              | Resultaat | Prestatie |
| --- | ---------------------- | --------- | --- |
| Michał Słoma | skiff (m)              | 17e       | serie 5: 3de in 6.54,58 kwartfinale 1: 5de in 7.21,55 halve finale C/D: 3de in 7.39,00 finale C: 5de in 7.34,98 |
| Jarosław Godek Wojciech Gutorski | twee-zonder (m)        | 10e       | serie 1: 3de in 6.19,98 halve finale 2: 4de in 7.04,58 finale B: 4de in 6.56,00                                 |
| Michał Jeliński Marek Kolbowicz Adam Korol Konrad Wasielewski                                                                                       | dubbel-vier (m)        | 6e        | serie 2: 2de in 5.40,96 halve finale 2: 3de in 6.10,75 finale: 6de in 5.51,74                                   |
| Miłosz Bernatajtys Łukasz Pawłowski Paweł Rańda Łukasz Siemion                                                                                      | lichte vier-zonder (m) | 13e       | serie 3: 4de in 5.53,52 herkansingen: 4de in 6.04,46                                                            |
| Krystian Aranowski Marcin Brzeziński Mikołaj Burda Rafał Hejmej Piotr Hojka Piotr Juszczak Zbigniew Schodowski Michał Szpakowski Daniel Trojanowski | acht (m)               | 7e        | serie 1: 3de in 5.35,64 herkansingen: 5de in 5.30,34 finale B: 1ste in 5.57,67                                  |
| |                        |           | |
| Magdalena Fularczyk Julia Michalska | dubbel-twee (v)        | Brons     | serie 2: 2de in 6.50,85 finale: 3de in 7.07,92                                                                  |
| Joanna Leszczyńska Sylwia Lewandowska Natalia Madaj Kamila Soćko                                                                                    | dubbel-vier (v)        | 8e        | serie 1: 3de in 6.21,44 herkansingen: 5de in 6.23,19 finale B: 2de in 6.57,20                                   |

### Schermen
| Olympiër                                                                     | Onderdeel       | Resultaat | Prestatie |
| ---------------------------------------------------------------------------- | --------------- | --------- | --- |
| Radosław Zawrotniak                                                          | degen (m)       | 17e       | 1ste ronde: V van SEN Bouzaid: 9-15                                                                                     |
| Adam Skrodzki                                                                | sabel (m)       | 17e       | 1ste ronde: W van HKG Chung: 15-10 2de ronde: V van GER Limbach: 8-15                                                   |
|                                                                              |                 |           | |
| Magdalena Piekarska                                                          | degen (v)       | 17e       | 1ste ronde: vrij 2de ronde: V van SUI Géroudet: 14-15                                                                   |
| Sylwia Gruchała                                                              | floret (v)      | 17e       | 1ste ronde: vrij 2de ronde: V van JPN Ikehata: 8-9                                                                      |
| Martyna Synoradzka                                                           | floret (v)      | 17e       | 1ste ronde: vrij 2de ronde: V van RUS Gafurzianova: 8-15                                                                |
| Małgorzata Wojtkowiak                                                        | floret (v)      | 17e       | 1ste ronde: vrij 2de ronde: V van CHN Chen: 8-15                                                                        |
| Karolina Chlewińska Sylwia Gruchała Martyna Synoradzka Małgorzata Wojtkowiak | floret team (v) | 5e        | 1ste ronde: V van Frankrijk: 31-42 5-8ste plek: W van Groot-Brittannië: 45-30 5-6de plek: W van Verenigde Staten: 45-39 |
| Aleksandra Socha                                                             | sabel (v)       | 9e        | 1ste ronde: W van CAN Sassine: 15-7 2de ronde: V van GRE Vougiouka: 7-15                                                |

### Schietsport
| Olympiër                  | Onderdeel                  | Resultaat | Prestatie                                                                       |
| ------------------------- | -------------------------- | --------- | ------------------------------------------------------------------------------- |
| Sylwia Bogacka            | 10m luchtgeweer (v)        | Zilver    | kwalificatie: 1ste met 399 punten (99-100-100-100) finale: 2de met 502,2 punten |
| Paula Wrońska             | 10m luchtgeweer (v)        | 47e       | kwalificatie: 47ste met 390 punten (98-97-98-97)                                |
| Sylwia Bogacka            | 50m geweer 3 houdingen (v) | 4e        | kwalificatie: 8ste met 583 punten (196-194-196) finale: 4de met 681,9 punten    |
| Agnieszka Nagay           | 50m geweer 3 houdingen (v) | 8e        | kwalificatie: 5de met 584 punten (197-193-194) finale: 8ste met 678,2 punten    |
| Beata Bartków-Kwiatkowska | 25m pistool (v)            | 35e       | kwalificatie: 35ste met 567 punten (287-280)                                    |
| Beata Bartków-Kwiatkowska | 10m luchtpistool (v)       | 44e       | kwalificatie: 44ste met 366 punten (92-97-87-90)                                |

### Taekwondo
| Olympiër         | Onderdeel | Resultaat | Prestatie                         |
| ---------------- | --------- | --------- | --------------------------------- |
| Michał Łoniewski | -68kg (m) | 11e       | voorronde: V van AFG Nikpai: 5-12 |

### Tafeltennis
| Olympiër                                     | Onderdeel     | Resultaat | Prestatie |
| -------------------------------------------- | ------------- | --------- | --- |
| Wang Zeng Yi                                 | enkelspel (m) | 33e       | voorronde: vrij 1ste ronde: W van BRA Hoyama: 4-3 (8-11, 11-9, 9-11, 9-11, 11-5, 11-8, 12-10) 2de ronde: V van ESP He: 3-4 (11-8, 11-9, 11-7, 8-11, 3-11, 5-11, 12-14)           |
|                                              |               |           | |
| Li Qian                                      | enkelspel (v) | 33e       | voorronde: vrij 1ste ronde: vrij 2de ronde: vrij 3de ronde: W van TPE HUang: 4-0 (11-7, 11-8, 11-6, 11-3) 4de ronde: V van JPN Ishikawa: 1-4 (8-11, 5-11, 12-10, 14-16, 6-11)    |
| Natalia Partyka                              | enkelspel (v) | 33e       | voorronde: vrij 1ste ronde: vrij 2de ronde: W van DEN Skov: 4-3 (5-11, 11-3, 12-10, 8-11, 9-11, 11-7, 11-9) 3de ronde: V van NED Li: 2-4 (13-11, 11-6, 14-16, 7-11, 10-12, 7-11) |
| Katarzyna Grzybowska Li Qian Natalia Partyka | team (v)      | 9e        | 1ste ronde: V van Singapore: 1-3 |

### Tennis
| Olympiër                              | Onderdeel      | Resultaat | Prestatie                                                                                            |
| ------------------------------------- | -------------- | --------- | --- |
| Łukasz Kubot                          | enkelspel (m)  | 33e       | 1ste ronde: V van BUL Dimitrov: 3-6, 6-7(4)                                                          |
| Mariusz Fyrstenberg Marcin Matkowski  | dubbelspel (m) | 17e       | 1ste ronde: V van ESP Ferrer/López 6-7(7), 7-6(6), 6-8                                               |
|                                       |                |           | |
| Agnieszka Radwańska                   | enkelspel (v)  | 33e       | 1ste ronde: V van GER Görges: 5-7, 7-6(5), 4-6                                                       |
| Urszula Radwańska                     | enkelspel (v)  | 17e       | 1ste ronde: W van GER Barthel: 6-4, 6-3 2de ronde: V van USA S Williams: 2-6, 3-6                    |
| Klaudia Jans-Ignacik Alicja Rosolska  | dubbelspel (v) | 17e       | 1ste ronde: V van RUS Kirilenko/Petrova: 7-6(5), 3-6, 2-6                                            |
| Agnieszka Radwańska Urszula Radwańska | dubbelspel (v) | 9e        | 1ste ronde: W van SVK Cibulková/Hantuchová: 6-2, 6-1 2de ronde: V van USA Huber/Raymond: 4-6, 6-7(3) |
|                                       |                |           | |
| Agnieszka Radwańska Marcin Matkowski  | dubbelspel (g) | 9e        | 1ste ronde: V van AUS Stosur/Hewitt: 3-6, 3-6                                                        |

### Triatlon
| Olympiër         | Onderdeel | Resultaat | Prestatie |
| ---------------- | --------- | --------- | --------- |
| Marek Jaskółka   | mannen    | 47e       | 1:52.38   |
|                  |           |           |           |
| Maria Cześnik    | vrouwen   | 31e       | 2:04.09   |
| Agnieszka Jerzyk | vrouwen   | 25e       | 2:02.52   |

### Volleybal

#### Beach
| Olympiër                        | Onderdeel | Resultaat | Prestatie |
| ------------------------------- | --------- | --------- | --- |
| Grzegorz Fijałek Mariusz Prudel | mannen    | 5e        | groep D: 2de V van LAT Samoilovs/Sorokins: 1-2 (21-12, 15-21, 12-15) W van USA Gibb/Rosenthal: 2-0 (21-17, 21-18) W van RSA Chiya/Goldschmidt: 2-0 (21-19, 21-13) 2de ronde: W van SUI Chevallier/Heyer: 2-0 (21-18, 21-17) kwartfinale V van BRA Cerutti/Rego: 1-2 (17-21, 21-16, 15-17) |

#### Indoor
| Olympiër | Onderdeel | Resultaat | Prestatie |
| --- | --------- | --------- | --- |
| Piotr Nowakowski Michał Winiarski Grzegorz Kosok Paweł Zagumny Bartosz Kurek Jakub Jarosz Zbigniew Bartman Michał Kubiak Michał Ruciak Łukasz Żygadło Krzysztof Ignaczak Marcin Możdżonek | mannen    | 5e        | groep A: 2de W van Italië: 3-1 (21-25, 25-20, 25-23, 25-14) V van Bulgarije: 1-3 (22-25, 27-29, 25-13, 23-25) W van Argentinië: 3-0 (25-18, 25-20, 25-16) W van Groot-Brittannië: 3-0 (25-16, 25-19, 25-18) V van Australië: 1-3 (21-25, 22-25, 25-18, 22-25) kwartfinale: V van Rusland: 0-3 (17-25, 23-25, 21-25) |

| Groep A |                  |             |             |             |      |      |       |           |           |           |        |
| #       | Land             | Wedstrijden | Wedstrijden | Wedstrijden | Sets | Sets | Sets  | Setpunten | Setpunten | Setpunten | Punten |
| #       | Land             | G           | W           | V           | V    | T    | Saldo | V         | T         | Saldo     | Punten |
| 1       | Bulgarije        | 5           | 4           | 1           | 13   | 4    | +9    | 407       | 390       | +17       | 12     |
| 2       | Polen            | 5           | 3           | 2           | 11   | 7    | +4    | 433       | 374       | +59       | 9      |
| 3       | Argentinië       | 5           | 3           | 2           | 10   | 7    | +2    | 382       | 367       | +15       | 9      |
| 4       | Italië           | 5           | 3           | 2           | 10   | 9    | +1    | 426       | 413       | +13       | 8      |
| 5       | Australië        | 5           | 2           | 3           | 8    | 10   | -2    | 395       | 397       | -2        | 7      |
| 6       | Groot-Brittannië | 5           | 0           | 5           | 0    | 15   | -15   | 274       | 376       | -102      | 0      |

| Ronde       | Datum  | Plaats           | Land | Score      | Land |
| ----------- | ------ | ---------------- | ---- | ---------- | ---- |
| Groepsfase  |        |                  |      |            |      |
| 29 juli     | Londen | Italië           | 1-3  | Polen      |      |
| 31 juli     | Londen | Polen            | 1-3  | Bulgarije  |      |
| 2 augustus  | Londen | Polen            | 3-0  | Argentinië |      |
| 4 augustus  | Londen | Groot-Brittannië | 0-3  | Polen      |      |
| 6 augustus  | Londen | Australië        | 3-1  | Polen      |      |
| Kwartfinale |        |                  |      |            |      |
| 8 augustus  | Londen | Polen            | 0-3  | Rusland    |      |

### Wielersport
| Olympiër                                         | Onderdeel        | Resultaat | Prestatie |
| Baan                                             | Baan             | Baan      | Baan |
| ------------------------------------------------ | ---------------- | --------- | --- |
| Kamil Kuczyński                                  | keirin (m)       | 13e       | 1ste ronde: 4de herkansingen: 4de |
| Damian Zieliński                                 | sprint (m)       | 15e       | kwalificatie: 14de in 10,323 1ste ronde: V van RUS Dmitriev herkansingen: V van JPN Nakagawa                                                                          |
| Maciej Bielecki Kamil Kuczyński Damian Zieliński | teamsprint (m)   | 10e       | kwalificatie: 10de in 44,712 |
|                                                  |                  |           | |
| Małgorzata Wojtyra                               | omnium (v)       | 11e       | vliegende ronde: 13de in 14,754 puntenkoers: 1ste met 34 punten afvalling: 10de individuele achtervolging: 12de in 3.45,083 tijdrit: 14de in 36,790 totaal: 63 punten |
| Mountainbike                                     |                  |           | |
| Piotr Brzózka                                    | mannen           | 32e       | 1:38.37 |
| Marek Konwa                                      | mannen           | 16e       | 1:32.41 |
|                                                  |                  |           | |
| Aleksandra Dawidowicz                            | vrouwen          | 7e        | 1:33.20 |
| Paula Gorycka                                    | vrouwen          | 22e       | 1:39.18 |
| Weg                                              |                  |           | |
| Maciej Bodnar                                    | tijdrit (m)      | 25e       | 55.49,67 |
| Maciej Bodnar                                    | wegwedstrijd (m) | 83e       | 5:46.37 |
| Michał Gołaś                                     | wegwedstrijd (m) | DNF       | niet gefinisht |
| Michał Kwiatkowski                               | wegwedstrijd (m) | 39e       | 5:46.37 |
|                                                  |                  |           | |
| Katarzyna Pawłowska                              | wegwedstrijd (v) | 11e       | 3:35.56 |

### Worstelen
| Olympiër          | Onderdeel   | Resultaat   | Prestatie |
| Vrije stijl       | Vrije stijl | Vrije stijl | Vrije stijl |
| ----------------- | ----------- | ----------- | --- |
| Iwona Matkowska   | -48kg (v)   | 7e          | kwalificatie: W van ARG Bermúdez: 5-0 1ste ronde: W van MGL Otgontsetseg: 5-0 kwartfinale: V van AZE Stadnik: 0-3 herkansingen: V van USA Chun: 0-5                                      |
| Monika Michalik   | -63kg (v)   | 5e          | kwalificatie: vrij 1ste ronde: W van NGR Oborududu: 3-0 kwartfinale: V van CHN Jing: 0-3 herkansingen: W van PRK Choe: 3-1 bronzen finale: V van RUS Volosova: 1-3                       |
| Grieks-Romeins    |             |             | |
| Damian Janikowski | -84kg (m)   | Brons       | kwalificatie: W van TUR Avluva: 3-0 1ste ronde: W van AUT Hrustanović: 3-0 kwartfinale: W van CUB Shorey: 5-0 halve finale: V van EGY Gaber: 1-3 bronzen finale: W van FRA Noumonvi: 3-0 |
| Łukasz Banak      | -120kg (m)  | 7e          | kwalificatie: vrij 1ste ronde: W van TUN Chebbi: 3-0 kwartfinale: V van EST Nabi: 0-3 herkansingen: V van BLR Chugoshvili: 0-3                                                           |

### Zeilen
| Olympiër                            | Onderdeel        | Resultaat | Prestatie                                              |
| ----------------------------------- | ---------------- | --------- | ------------------------------------------------------ |
| Przemysław Miarczyński              | RS:X (m)         | Brons     | 60 punten: (2-2-7-4-13-3-7-4-13-9-4)                   |
| Kacper Ziemiński                    | laser (m)        | 17e       | 145 punten: (22-13-8-24-18-15-29-11-22-12)             |
| Piotr Kula                          | finn (m)         | 16e       | 148 punten: (25-16-17-16-13-20-25-11-14-16)            |
| Mateusz Kusznierewicz Dominik Życki | star klasse (m)  | 8e        | 72 punten: (9-3-12-10-3-4-2-9-13-2-9)                  |
|                                     |                  |           |                                                        |
| Zofia Klepacka                      | RS:X (v)         | Brons     | 47 punten: (5-2-12-3-1-1-9-21-4-4-3)                   |
| Zofia Klepacka                      | laser radial (v) | 22e       | 185 punten: (16-25-21-20-16-22-24-15-27)               |
| Jolanta Ogar Agnieszka Skrzypulec   | 470 (v)          | 12e       | 98 punten: (13-14-20-18-7-2-18-8-11-10)                |
|                                     |                  |           |                                                        |
| Paweł Kołodziński Łukasz Przybytek  | 49er             | 13e       | 146 punten: (11-14-11-13-8-3-15-10-5-13-11-12-7-18-13) |

### Zwemmen
| Olympiër                                                              | Onderdeel             | Resultaat | Prestatie                                                                     |
| --------------------------------------------------------------------- | --------------------- | --------- | ----------------------------------------------------------------------------- |
| Kacper Majchrzak                                                      | 50m vrije slag (m)    | 33e       | serie 5: 7de in 23,00                                                         |
| Konrad Czerniak                                                       | 100m vrije slag (m)   | 9e        | serie 7: 2de in 48,63 halve finale 2: 6de in 48,44                            |
| Mateusz Sawrymowicz                                                   | 400m vrije slag (m)   | 21e       | serie 1: 1ste in 3.53,33                                                      |
| Mateusz Sawrymowicz                                                   | 1500m vrije slag (m)  | 7e        | serie 2: 3de in 14.57,59 finale: 7de in 14.54,32                              |
| Marcin Tarczyński                                                     | 100m rugslag (m)      | 27e       | serie 5: 7de in 55,06                                                         |
| Radosław Kawęcki                                                      | 200m rugslag (m)      | 4e        | serie 5: 5de in 1.58,18 halve finale 1: 3de in 1.56,74 finale: 4de in 1.55,59 |
| Dawid Szulich                                                         | 100m schoolslag (m)   | 32e       | serie 3: 6de in 1.02,07                                                       |
| Sławomir Kuczko                                                       | 200m schoolslag (m)   | 21e       | serie 2: 2de in 2.12,51                                                       |
| Konrad Czerniak                                                       | 100m vlinderslag (m)  | 8e        | serie 5: 2de in 51,85 halve finale 1: 3de in 51,78 finale: 8ste in 52,05      |
| Marcin Cieślak                                                        | 200m vlinderslag (m)  | 19e       | serie 4: 6de in 1.57,07                                                       |
| Paweł Korzeniowski                                                    | 200m vlinderslag (m)  | 7e        | serie 5: 4de in 1.56,09 halve finale 2: 3de in 1.55,04 finale: 7de in 1.55,08 |
| Marcin Cieślak                                                        | 200m wisselslag (m)   | 19e       | serie 3: 6de in 2.00,45                                                       |
| Radosław Kawęcki Paweł Korzeniowski Kacper Majchrzak Dawid Szulich    | 4x100m wisselslag (m) | 16e       | serie 2: 8ste in 3.36,16                                                      |
|                                                                       |                       |           |                                                                               |
| Anna Dowgiert                                                         | 50m vrije slag (v)    | 30e       | serie 7: 5de in 25,59                                                         |
| Katarzyna Wilk                                                        | 100m vrije slag (v)   | 27e       | serie 4: 4de in 56,13                                                         |
| Alicja Tchórz                                                         | 100m rugslag (v)      | 25e       | serie 3: 2de in 1.01,44                                                       |
| Alicja Tchórz                                                         | 200m rugslag (v)      | 29e       | serie 3: 8ste in 2.14,02                                                      |
| Otylia Jędrzejczak                                                    | 100m vlinderslag (v)  | 25e       | serie 3: 2de in 59,31                                                         |
| Otylia Jędrzejczak                                                    | 200m vlinderslag (v)  | 16e       | serie 4: 6de in 2.09,33 halve finale 1: 8ste in 2.13,09                       |
| Karolina Szczepaniak                                                  | 400m wisselslag (v)   | 31e       | serie 2: 6de in 4.52,50                                                       |
| Aleksandra Putra Diana Sokołowska Karolina Szczepaniak Katarzyna Wilk | 4x200m vrije slag (v) | 16e       | serie 2: 8ste in 8.13,76                                                      |
| Natalia Charlos                                                       | 10km open water (v)   | 15e       | 1:59.58,7                                                                     |